# Daejeon
Daejeon (listenⓘ) (âm Hán-Việt: Đại Điền) là một quảng vực thị nằm ở vị trí trung tâm của Hàn Quốc. Đây là thành phố lớn thứ 5 Hàn Quốc với dân số 1,5 triệu người vào năm 2010. Thành phố nằm tại giao lộ của đường sắt Gyeongbu, Tuyến Honam, Đường cao tốc Gyeongbu và Đường cao tốc Honam. Bên trong thành phố có Thành phố Khoa học Daedeok, một khu vực có hơn 200 viện nghiên cứu.
Daejeon là thành phố công nghệ của Hàn Quốc, tập trung nhiều trung tâm nghiên cứu và các trường đại học hàng đầu về khoa học kỹ thuật như KAIST (Korea Advanced Institute of Science and Technology), Đại học quốc gia Chungnam, Đại học Thông tin Viễn thông Hàn Quốc (Information and Communications University), Đại học Pai Chai,...

## Lịch sử
Khu vực Daejeon trong lịch sử được gọi là Hanbat (한밭), một tên gọi có gốc Triều Tiên có nghĩa là "đại điền" (ruộng lớn), trong thời kỳ triều đại Joseon. Tên gọi "Daejeon" đơn giản chỉ có cùng nghĩa như trong Hanja.
Trong lịch sử, Daejeon là một ngôi làng nhỏ không có nhiều dân. Tuy nhiên, năm 1905, tuyến đường sắt Gyeongbu đã bắt đầu hoạt động từ Seoul đến Busan, mở một nhà ga ở Daejeon. Ngay sau đó, vào năm 1926, dưới thời cai trị của chính quyền Nhật Bản, tuyến đường sắt Honam đã được xây giữa Daejeon và Mokpo. Do vị trí địa lý và thuận lợi về giao thông,  Daejeon đã phát triển nhanh chóng.
Năm 1932, tỉnh lỵ tỉnh Chungnam đã được dời từ Gongju đến Daejeon. Sau nhiều lần thay đổi về địa giới thành phố, trong đó có vụ sáp nhập trên thực tế thị xã Daedeok gần đó thành một phần của thành phố vào năm 1983, Daejeon đã trở thành một quảng vực thị vào năm 1995.
Năm 1997, công trình Tổ hợp chính quyền Daejeon đã được xây để nhằm làm phi tập trung hóa dân số Hàn Quốc khỏi Seoul. Do đó dân số của Daejeon đã tăng nhanh.
Ngày nay, dân số Daejeon tăng nhanh thứ hai Hàn Quốc, chỉ sau Seoul, dẫn đến một số dự án khu dân cư và công nghệ cao ở Yuseong-gu.

## Địa lý

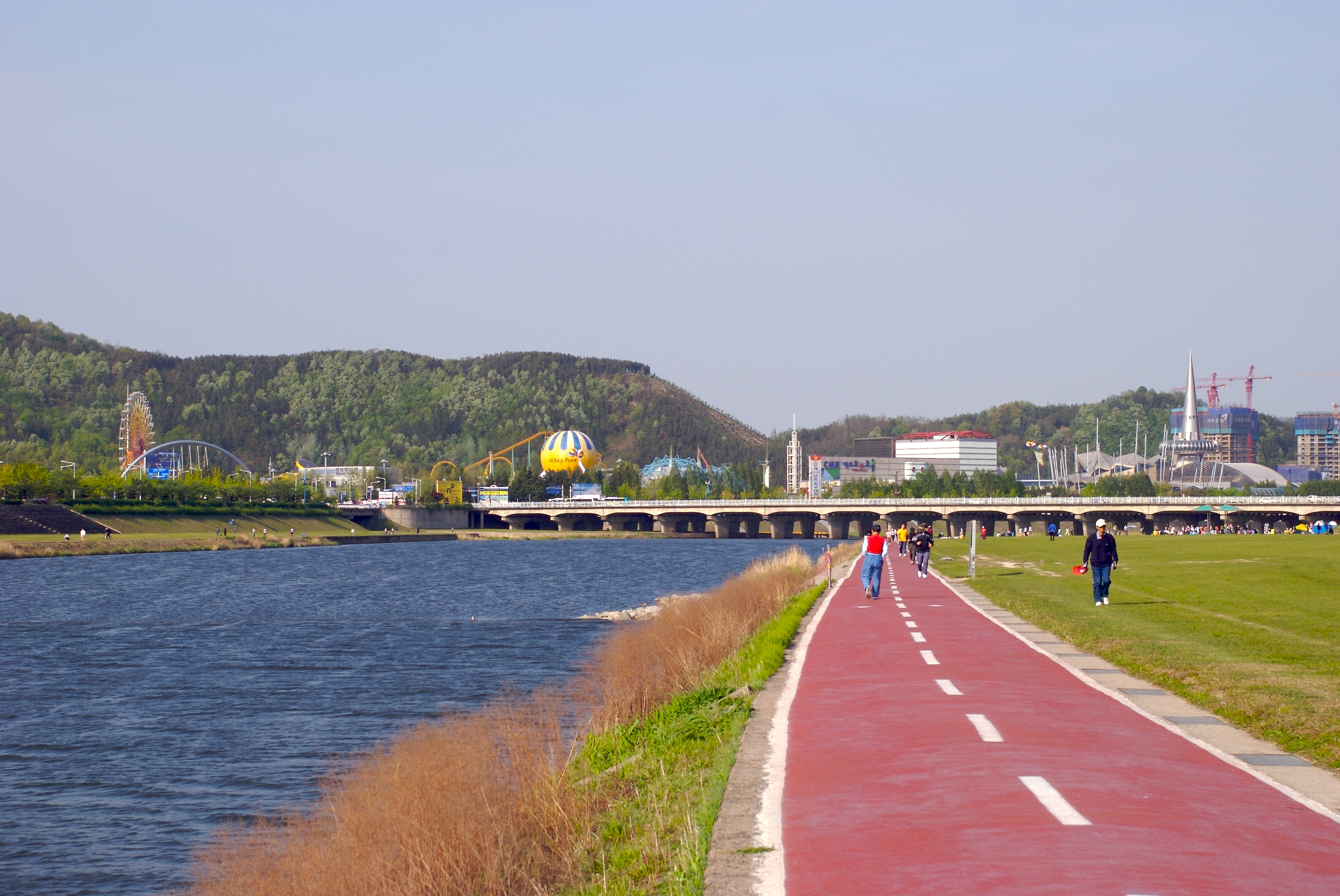
Khu vực đi bộ gần sông Geum.

Daejeon nằm giữa tọa độ 36°10'50" đến 36°29'47" vĩ bắc và 127°14'54" đến 127°33'21" kinh đông, gần giữa lãnh thổ Hàn Quốc. Thành phố cách Seoul 167,3 km (mất 50 phút đi tàu cao tốc) và cách Busan 294 km và Gwangju 169 km. Thành phố Sejong, được quy hoạch làm thủ đô hành chính mới của Hàn Quốc cũng gần đó. Thành phố có nhiều núi bao quanh và Vườn quốc gia Gyeryongsan vươn đến ranh giới phía tây thành phố. Ba con suối chảy vào sông Geum, gọi là Gapcheon (갑천), Yudeungcheon (유등천), và Daejeoncheon (대전천), chảy qua thành phố từ nam sang bắc.

### Khí hậu
Thời tiết Daejeon có đủ bốn mùa và được ảnh hưởng bởi gió mùa, nằm trong quá trình chuyển đổi giữa các phương thức khí hậu lục địa ẩm và khí hậu cận nhiệt đới ẩm  (Köppen Cwa / Dwa). Nhiệt độ trung bình hàng tháng trong khoảng từ -1,0 °C (30,2 °F) vào tháng Giêng đến 25,6 °C (78,1 °F) vào tháng Tám.
| Dữ liệu khí hậu của Daejeon (1981–2010, extremes 1969–nay)                   | Dữ liệu khí hậu của Daejeon (1981–2010, extremes 1969–nay) | Dữ liệu khí hậu của Daejeon (1981–2010, extremes 1969–nay) | Dữ liệu khí hậu của Daejeon (1981–2010, extremes 1969–nay) | Dữ liệu khí hậu của Daejeon (1981–2010, extremes 1969–nay) | Dữ liệu khí hậu của Daejeon (1981–2010, extremes 1969–nay) | Dữ liệu khí hậu của Daejeon (1981–2010, extremes 1969–nay) | Dữ liệu khí hậu của Daejeon (1981–2010, extremes 1969–nay) | Dữ liệu khí hậu của Daejeon (1981–2010, extremes 1969–nay) | Dữ liệu khí hậu của Daejeon (1981–2010, extremes 1969–nay) | Dữ liệu khí hậu của Daejeon (1981–2010, extremes 1969–nay) | Dữ liệu khí hậu của Daejeon (1981–2010, extremes 1969–nay) | Dữ liệu khí hậu của Daejeon (1981–2010, extremes 1969–nay) | Dữ liệu khí hậu của Daejeon (1981–2010, extremes 1969–nay) |
| Tháng                                                                        | 1                                                          | 2                                                          | 3                                                          | 4                                                          | 5                                                          | 6                                                          | 7                                                          | 8                                                          | 9                                                          | 10                                                         | 11                                                         | 12                                                         | Năm                                                        |
| ---------------------------------------------------------------------------- | ---------------------------------------------------------- | ---------------------------------------------------------- | ---------------------------------------------------------- | ---------------------------------------------------------- | ---------------------------------------------------------- | ---------------------------------------------------------- | ---------------------------------------------------------- | ---------------------------------------------------------- | ---------------------------------------------------------- | ---------------------------------------------------------- | ---------------------------------------------------------- | ---------------------------------------------------------- | ---------------------------------------------------------- |
| Cao kỉ lục °C (°F)                                                           | 16.6 (61.9)                                                | 21.1 (70.0)                                                | 26.1 (79.0)                                                | 30.4 (86.7)                                                | 33.3 (91.9)                                                | 35.2 (95.4)                                                | 37.7 (99.9)                                                | 37.6 (99.7)                                                | 33.2 (91.8)                                                | 29.4 (84.9)                                                | 25.5 (77.9)                                                | 18.4 (65.1)                                                | 37.7 (99.9)                                                |
| Trung bình ngày tối đa °C (°F)                                               | 4.0 (39.2)                                                 | 7.0 (44.6)                                                 | 12.6 (54.7)                                                | 19.2 (66.6)                                                | 24.1 (75.4)                                                | 27.5 (81.5)                                                | 29.0 (84.2)                                                | 29.8 (85.6)                                                | 26.4 (79.5)                                                | 20.9 (69.6)                                                | 13.3 (55.9)                                                | 6.4 (43.5)                                                 | 18.4 (65.1)                                                |
| Trung bình ngày °C (°F)                                                      | −1.0 (30.2)                                                | 1.5 (34.7)                                                 | 6.5 (43.7)                                                 | 13.0 (55.4)                                                | 18.2 (64.8)                                                | 22.4 (72.3)                                                | 25.0 (77.0)                                                | 25.6 (78.1)                                                | 21.3 (70.3)                                                | 14.7 (58.5)                                                | 7.5 (45.5)                                                 | 1.2 (34.2)                                                 | 13.0 (55.4)                                                |
| Tối thiểu trung bình ngày °C (°F)                                            | −5.4 (22.3)                                                | −3.5 (25.7)                                                | 1.0 (33.8)                                                 | 7.0 (44.6)                                                 | 12.6 (54.7)                                                | 17.9 (64.2)                                                | 21.8 (71.2)                                                | 22.2 (72.0)                                                | 17.1 (62.8)                                                | 9.4 (48.9)                                                 | 2.5 (36.5)                                                 | −3.4 (25.9)                                                | 8.3 (46.9)                                                 |
| Thấp kỉ lục °C (°F)                                                          | −18.6 (−1.5)                                               | −19.0 (−2.2)                                               | −10.7 (12.7)                                               | −2.9 (26.8)                                                | 3.1 (37.6)                                                 | 8.1 (46.6)                                                 | 13.0 (55.4)                                                | 12.3 (54.1)                                                | 4.2 (39.6)                                                 | −2.9 (26.8)                                                | −11.4 (11.5)                                               | −17.7 (0.1)                                                | −19.0 (−2.2)                                               |
| Lượng Giáng thủy trung bình mm (inches)                                      | 29.6 (1.17)                                                | 34.2 (1.35)                                                | 55.6 (2.19)                                                | 81.7 (3.22)                                                | 103.7 (4.08)                                               | 206.3 (8.12)                                               | 333.9 (13.15)                                              | 329.5 (12.97)                                              | 169.7 (6.68)                                               | 47.4 (1.87)                                                | 41.1 (1.62)                                                | 25.9 (1.02)                                                | 1.458,7 (57.43)                                            |
| Số ngày giáng thủy trung bình (≥ 0.1 mm)                                     | 8.5                                                        | 6.7                                                        | 8.4                                                        | 7.7                                                        | 8.7                                                        | 10.5                                                       | 17.1                                                       | 16.0                                                       | 9.8                                                        | 5.8                                                        | 7.9                                                        | 8.8                                                        | 115.9                                                      |
| Số ngày tuyết rơi trung bình                                                 | 10.2                                                       | 5.9                                                        | 3.3                                                        | 0.0                                                        | 0.0                                                        | 0.0                                                        | 0.0                                                        | 0.0                                                        | 0.0                                                        | 0.1                                                        | 2.4                                                        | 7.6                                                        | 29.6                                                       |
| Độ ẩm tương đối trung bình (%)                                               | 64.8                                                       | 59.5                                                       | 56.5                                                       | 55.3                                                       | 62.1                                                       | 68.7                                                       | 77.7                                                       | 77.5                                                       | 74.4                                                       | 70.4                                                       | 66.9                                                       | 66.4                                                       | 66.7                                                       |
| Số giờ nắng trung bình tháng                                                 | 163.4                                                      | 172.2                                                      | 200.3                                                      | 212.3                                                      | 223.9                                                      | 180.6                                                      | 139.8                                                      | 157.8                                                      | 168.2                                                      | 195.9                                                      | 161.6                                                      | 162.6                                                      | 2.138,7                                                    |
| Phần trăm nắng có thể                                                        | 52.7                                                       | 56.1                                                       | 54.0                                                       | 54.0                                                       | 51.2                                                       | 41.3                                                       | 31.4                                                       | 37.6                                                       | 45.1                                                       | 56.1                                                       | 52.5                                                       | 53.9                                                       | 48.0                                                       |
| Nguồn: Korea Meteorological Administration (percent sunshine and snowy days) |                                                            |                                                            |                                                            |                                                            |                                                            |                                                            |                                                            |                                                            |                                                            |                                                            |                                                            |                                                            |                                                            |

## Các đơn vị hành chính

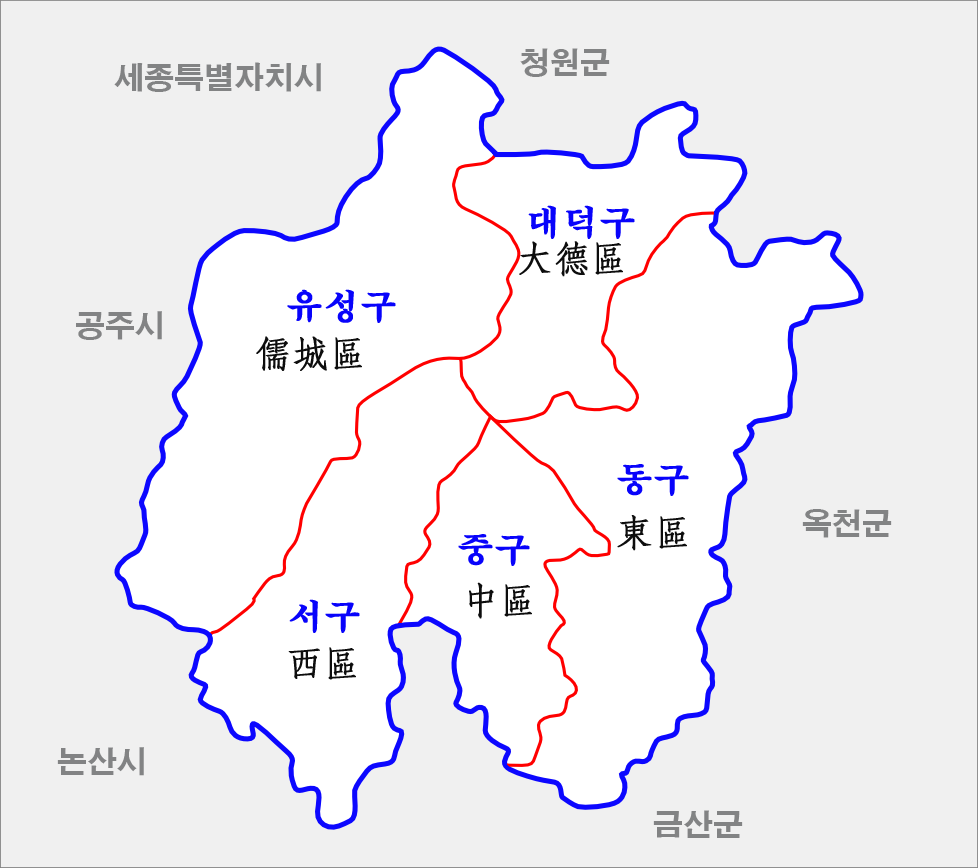
Các đơn vị hành chính của Daejeon.

Thành phố Daejeon có 5 khu (gu).:
| Tên           | Hangeul | Chữ Hán | Chuyển tự  |
| ------------- | ------- | ------- | ---------- |
| Đại Đức khu   | 대덕구  | 大德區  | Daedeok-gu |
| Đông khu      | 동구    | 東區    | Dong-gu    |
| Nho Thành khu | 유성구  | 儒城區  | Yuseong-gu |
| Tây khu       | 서구    | 西區    | Seo-gu     |
| Trung khu     | 중구    | 中區    | Jung-gu    |

## Tôn giáo
Tôn giáo ở Daejeon (2005)
Theo điều tra dân số năm 2005, dân số của Daejeon 31.2% theo Kitô giáo (20.5% Tin Lành và 10.7% Công giáo) và 21.8% theo Phật giáo. 47% dân số phần lớn không theo tôn giáo hoặc theo chủ nghĩa Muism và các tôn giáo bản địa khác.

## Nghiên cứu và phát triển

Tổ hợp các tòa nhà chính quyền quốc gia, Daejeon.

Daejeon có một cụm công nghệ được gọi là Daedeok Innopolis được xác định bởi các trường đại học quốc gia Hàn Quốc Viện Khoa học và Công nghệ Tiên tiến (KAIST) và Đại học Quốc gia Chungnam và được bao quanh bởi các viện nghiên cứu của chính phủ, các viện nghiên cứu của chính phủ, các trung tâm nghiên cứu của công ty và các công ty liên doanh.
Các viện nghiên cứu và trường đại học ở Daedeok Valley đã tách ra nhiều công ty khởi nghiệp. Hàn Quốc đã đầu tư rất nhiều vào việc xây dựng chuyên môn nghiên cứu trong hơn 30 năm, tạo ra các chương trình nghiên cứu dài hạn. Hơn 7.000 nhà nghiên cứu tiến sĩ thuộc khoa học ở Daedeok và nó có nhiều ứng dụng nhất cho các bằng sáng chế trong giai đoạn 2000-2011 trong Tổ hợp công nghiệp quốc gia.
Các nhà nghiên cứu và doanh nhân làm việc trong lĩnh vực viễn thông, công nghệ sinh học, nước, hạt nhân và thủy điện, phản ứng tổng hợp hạt nhân, thiết kế, công nghệ đo lường, kỹ thuật cơ khí, pin nhiên liệu, hàng không, vật liệu mới, robot, thuốc mới và công nghệ môi trường. Thành viên của Daedeok Innopolis bao gồm 898 tập đoàn, 35 tổ chức được chính phủ đầu tư và tài trợ; sáu trường đại học và 15 tổ chức công cộng.
Trong số các trường đại học của Daedeok Innopolis, KAIST được xem là trường đại học kỹ thuật hàng đầu tại Hàn Quốc. Đại học Quốc gia Chungnam cũng đóng một vai trò trung tâm trong các lĩnh vực này, và mang chuyên môn về công nghệ sinh học, y học và khoa học nông nghiệp. Các trường đại học này được bổ sung bởi các trường đại học như Đại học Quốc gia Hanbat, Đại học Pai Chai, Đại học Hannam, Đại học Mokwon và Đại học Woosong.
Các viện nghiên cứu ở Daedeok gồm Viện nghiên cứu sinh học và sinh học Hàn Quốc (KRIBB), Viện nghiên cứu năng lượng nguyên tử Hàn Quốc (KAERI), Viện nghiên cứu điện tử và viễn thông (ETRI), Viện nghiên cứu vũ trụ Hàn Quốc (KARI), Viện nghiên cứu tổng hợp quốc gia, Trung tâm Nanofab Quốc gia, Viện Nghiên cứu Khoa học Cơ bản Hàn Quốc, Viện Máy móc và Vật liệu Hàn Quốc, Viện Nghiên cứu Công nghệ Hóa học Hàn Quốc, Viện Thông tin Khoa học và Công nghệ Hàn Quốc (KISTI), Viện Nghiên cứu Tiêu chuẩn và Khoa học Hàn Quốc, Viện Nghiên cứu Kỹ thuật Biển và Đại dương, Viện Phát triển Công nghệ thông tin, Viện Khoa học Địa chất và Khoáng sản Hàn Quốc, Viện Nghiên cứu Năng lượng Hàn Quốc, Cơ quan Phát triển Quốc phòng, Viện Hàn Quốc về Độc chất học, Viện Y học Đông phương Hàn Quốc, Viện Hàn lâm hạt nhân không phổ biến và kiểm soát, Viện Toán học Quốc gia Khoa học, Viện Hàn lâm hạt nhân Sa fety (KINS) và Viện nghiên cứu an ninh quốc gia. Trong số các công nghệ được sản xuất tại Daedeok là các hệ thống truyền thông không dây của ETRI là CDMA, WIBRO và DMB, các mạch nano nano của KRIBB, các vệ tinh KOMPSAT của KARI và lò phản ứng hạt nhân KSTAR của NFRI.
Daedeok cũng là nơi có 21 trung tâm nghiên cứu của công ty với phạm vi toàn cầu được bao quanh bởi một số lượng công ty nhỏ hơn. Một số trung tâm nghiên cứu nổi tiếng của công ty là Viện nghiên cứu cao cấp Dongbu (công nghệ sinh học, vi sinh vật và hóa chất nông nghiệp), GS-Caltex Value Creation Center (các sản phẩm thân thiện với môi trường, bao gồm dầu thay thế), Hanwha Chemical Research (công nghệ sinh học, vật liệu điện tử, chất xúc tác và công nghệ nano), Viện Nghiên cứu Hóa dầu Honam Hóa học (Hóa học tổng hợp và hóa dầu), LG Chemical LTD. Công viên nghiên cứu (pin lithium ion và pin polymer phát triển), Samyang R & D Trung tâm (nghiên cứu y tế và điện tử), và Viện Công nghệ SK (nghiên cứu liên quan đến dầu khí).
Các viện nghiên cứu công ty như Viện nghiên cứu điện lực Hàn Quốc (các dự án thủy điện và năng lượng hạt nhân), Viện Vật liệu xây dựng Hàn Quốc (Cơ quan kiểm định được ủy quyền cho vật liệu xây dựng) và Viện Công nghệ Vũ trụ Hàn Quốc (thiết kế vũ trụ, vệ tinh, công nghệ phóng) một phần của hệ thống Daedeok.
Vào ngày 16 tháng 5 năm 2013, Daejeon được chọn là Vành đai kinh doanh khoa học quốc tế.
Bên cạnh cơ sở sản xuất lốp xe, Hankook Tire có trung tâm R & D chính tại Daejeon.

## Giáo dục

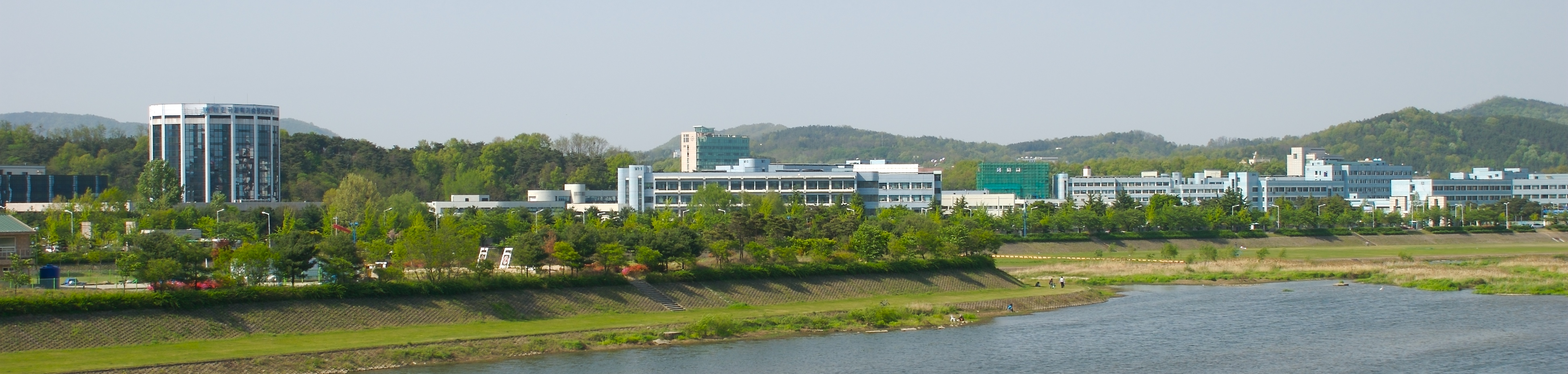
KAIST

Được biết đến như Thung lũng Silicon của Hàn Quốc, Daejeon là nhà của các viện nghiên cứu, trung tâm và công viên khoa học tư nhân và công cộng. Các trung tâm R & D của Samsung, Viện Công nghệ thông tin, LG, Đại học Khoa học và Công nghệ Hàn Quốc, Viện Nghiên cứu Điện tử Viễn thông và các tổ chức khác nằm ở Thị xã Khoa học Daedeok ở Yuseong-gu.
KAIST là một tổ chức giáo dục đại học tập trung nghiên cứu khoa học và công nghệ. Nó được xếp hạng là trường khoa học và công nghệ tốt nhất của châu Á bởi Asiaweek vào năm 2000.
Trường Trung học Khoa học Daejeon là một trường trung học có chọn lọc tập trung giảng dạy khoa học.
Trường Đại học Quốc gia Chungnam, một trường đại học quốc gia lớn được thành lập cho tỉnh Nam Chungcheong, Đại học Pai Chai, một trong những trường đại học tư nhân lâu đời nhất ở Hàn Quốc, và Đại học Woosong, và Đại học Mokwon đang ở trong thành phố.
Đại học Hannam, ở O-Jeong Dong, là một trường đại học khác trong thành phố. Nó có kế hoạch mở rộng khuôn viên trường trong vài năm tới bằng cách mở rộng cơ sở của mình từ trường quốc tế Taejon Christian hiện đang ở khu vực thung lũng Techno ở phía bắc Daejeon.

## Hình ảnh

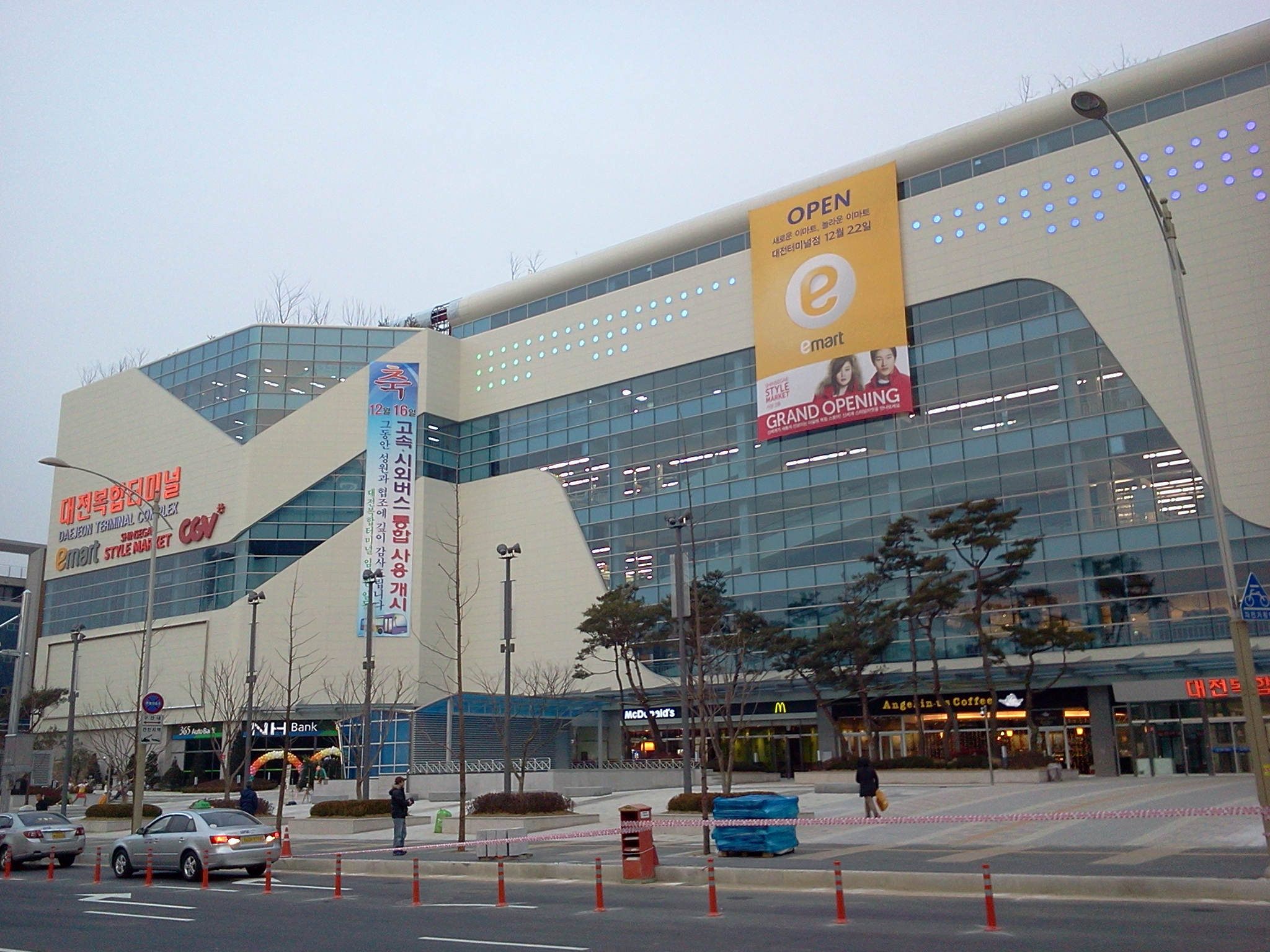
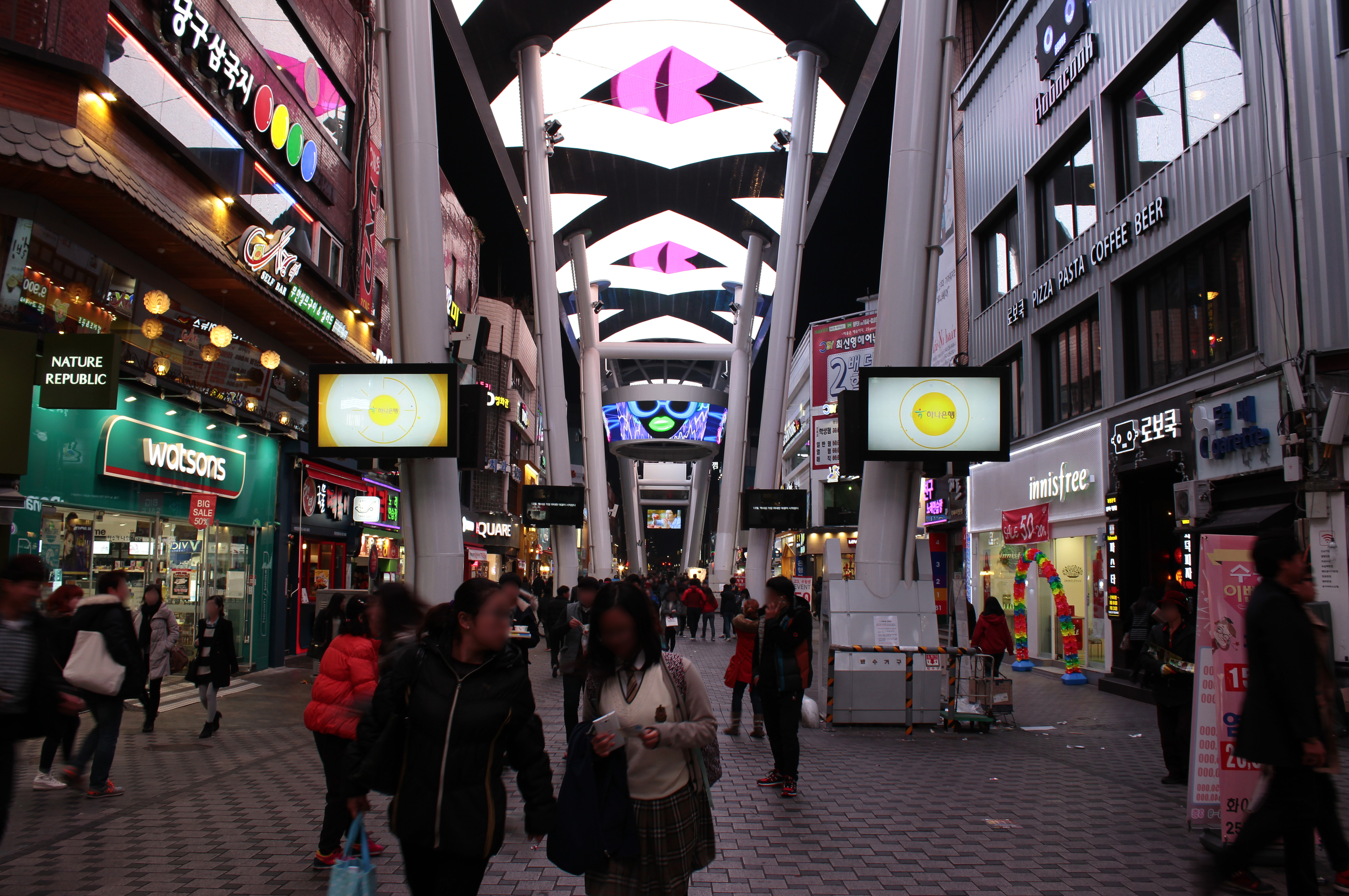
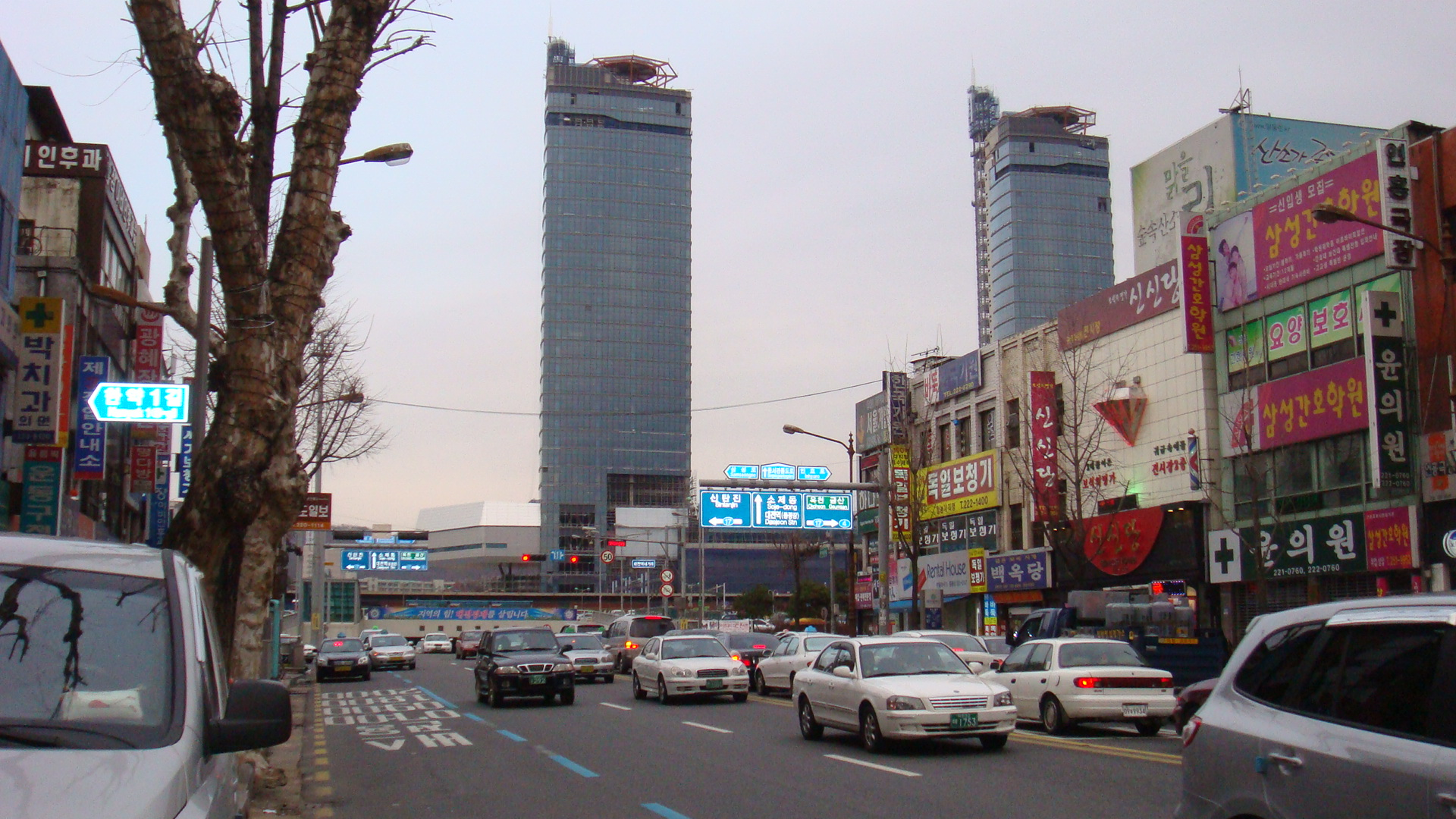
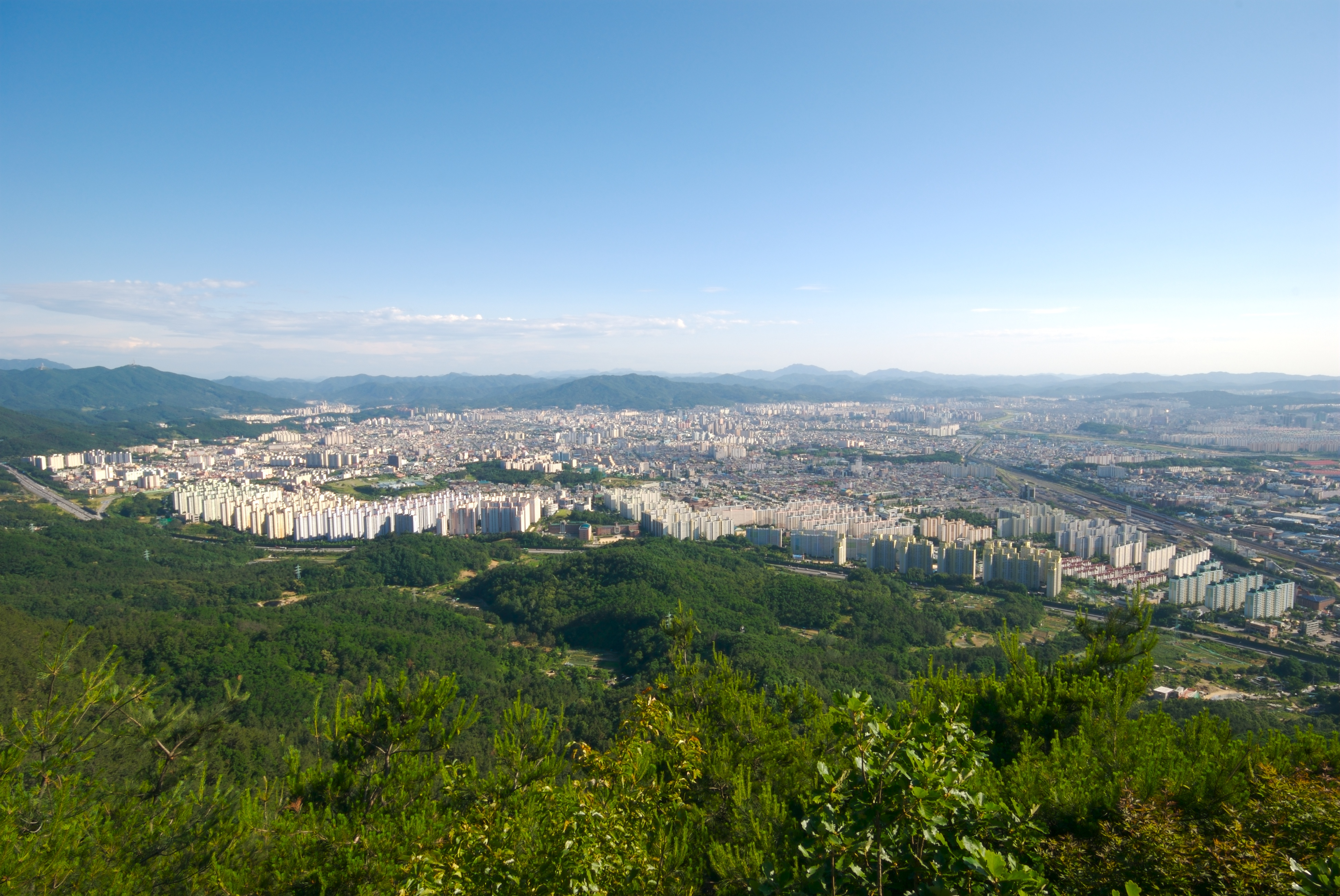
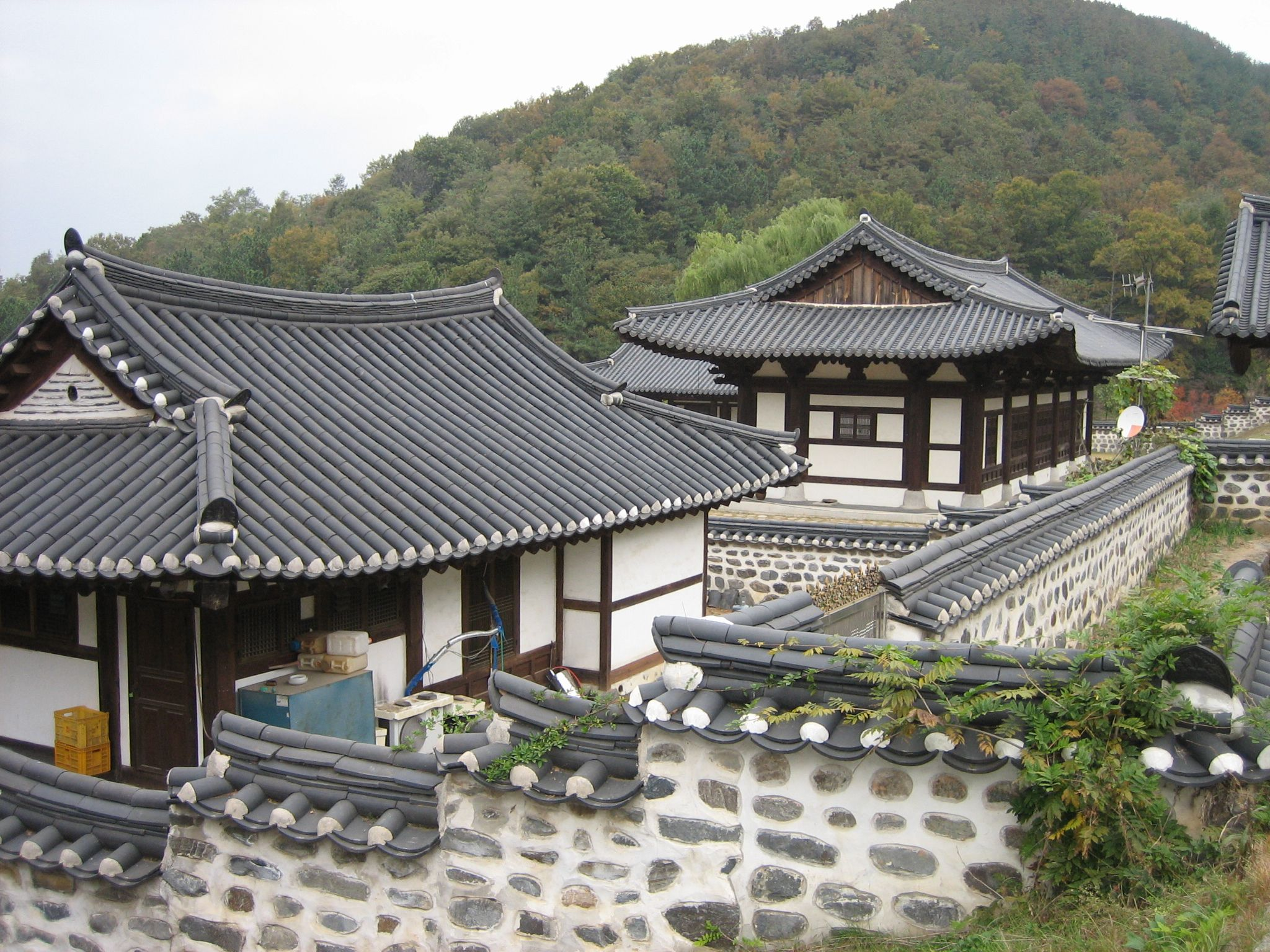
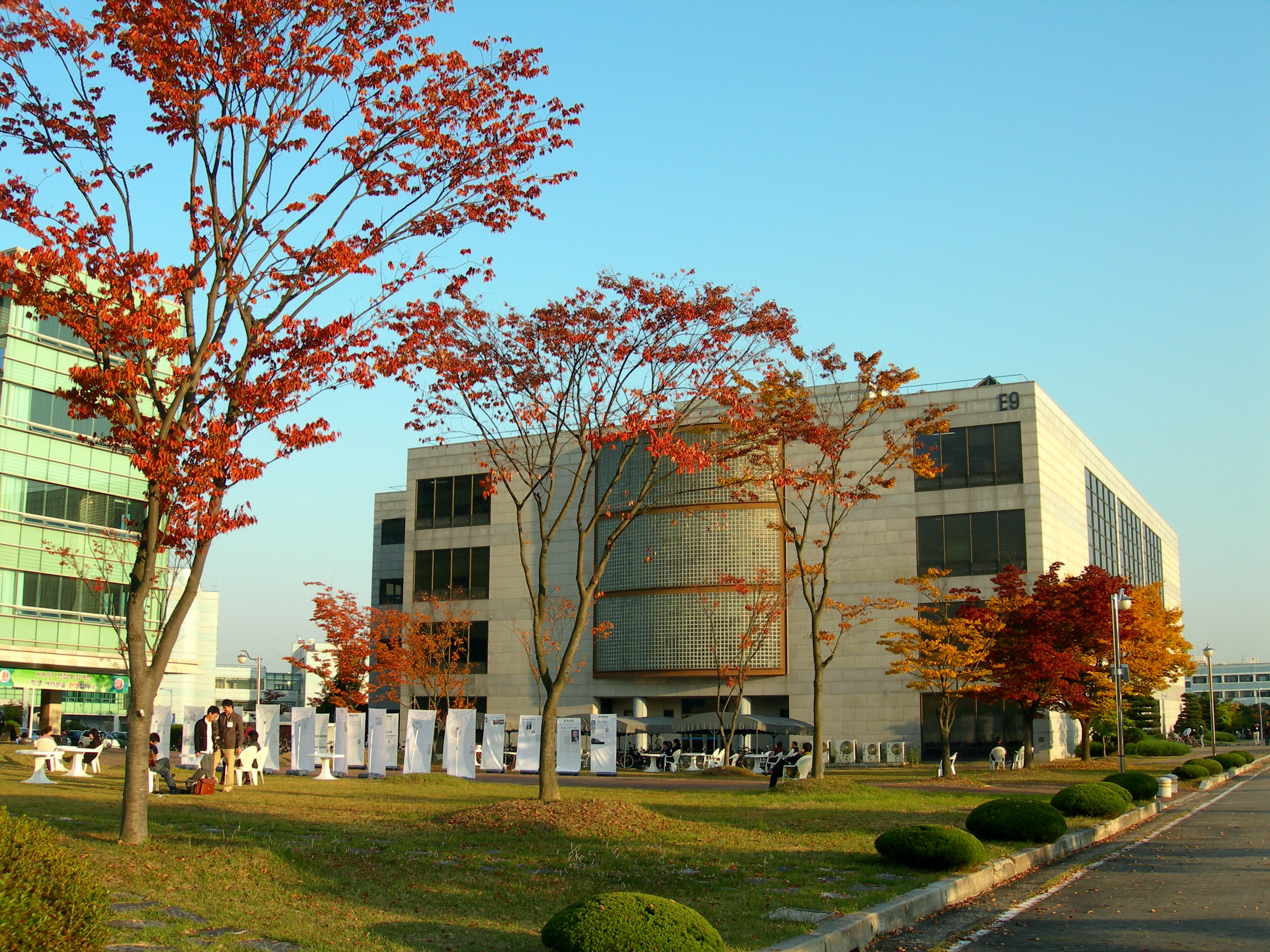
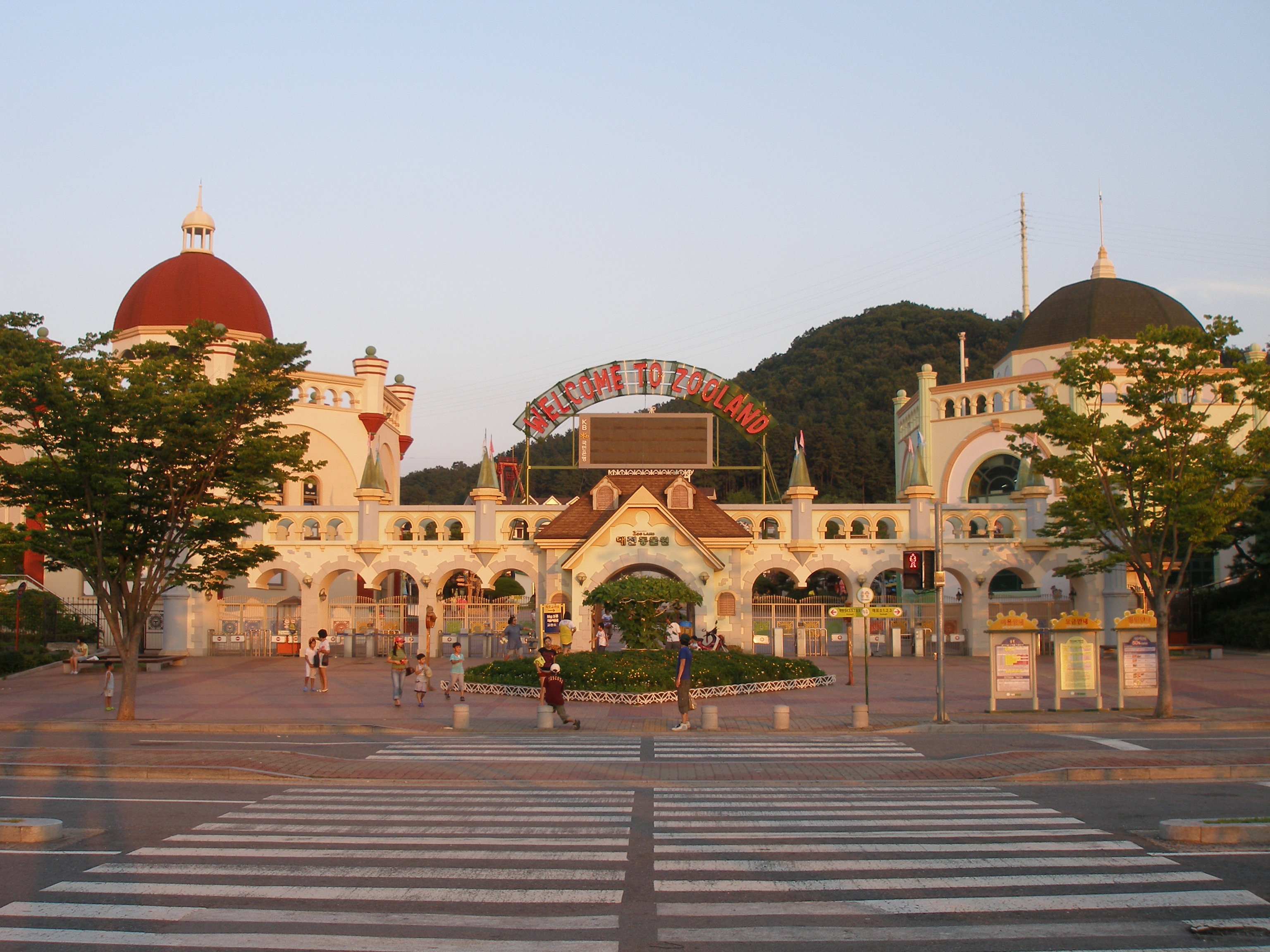